# Östra svenska läroverket
Östra svenska läroverket, även kallat ÖSL, var ett svenskspråkigt läroverk i Helsingfors 1973-1977.

## Historia
Östra svenska läroverket bildades 1973 genom en sammanslagning av Brändö svenska samskola och Botby svenska samskola.
Verksamheten fungerade vid skolornas före detta skolbyggnader Ståhlbergsvägen 2 i Brändö (Brändö svenska samskola) och Blomängsvägen 2 i Botby (Botby svenska samskola).
År 1977 vid övergången till grundskolsystemet splittrades skolan till Brändö gymnasium och Botby högstadieskola.

## Rektorer
- 1973-1977 Matti Jyry[2]